# Бертиоло
Бертио̀ло (на италиански: Bertiolo; на фриулски: Bertiûl, Бертиул) е малко градче и община в Северна Италия, провинция Удине, автономен регион Фриули-Венеция Джулия. Разположено е на 33 m надморска височина. Населението на общината е 2578 души (към 2010 г.).